# Parc national de Mananara-Nord
Le parc national de Mananara-Nord est un parc national de l’île de Madagascar, situé dans l’Océan Indien et créée en 1989. 
Depuis 1990, le parc est reconnu réserve de biosphère de Mananara-Nord par l’UNESCO. Ainsi, cette aire protégée est le premier projet de conservation et de développement intégré de Madagascar. 
Elle a pour principaux objectifs : 
- la conservation de la diversité biologique et culturelle,
- le développement socioéconomique et la recherche,
- la surveillance continue et l’éducation[2].

## Géographie
La réserve se situe dans la région de Analanjirofo et le district de Mananara Nord, au nord-est, à 280 km au nord de Toamasina (ou Tamatave) et comprend 7 communes rurales : Antanambe, Imorona, Mananara, Antanananivo, Sandrakatsy, Ambatoharanana, et Antanambaobe. 
La réserve couvre une superficie totale d’environ 144 000 ha (1443,7km2). Un noyau central ayant le statut de parc national, de 24 000 ha, lui-même subdivisé en un parc terrestre de 23 000 ha et un parc marin, Nosy Antafana, de 1 000 ha. Le parc marin de Nosy Antafana est le premier parc marin de Madagascar. Il est formé de 3 îlots : Nosy Antafana, Nosy Rangontsy et Nosy Hely. Le reste de la réserve (116 000ha) représente la zone périphérique à usages multiples, où sont autorisées des activités de développement.

### Climat
Le climat est de type tropical humide : températures chaudes et pluviométrie importante (2900 mm/an), une humidité relative de 65 % et une température moyenne de 25.2 °C. Les pluies sont fréquentes tout au long de l'année avec un maximum en saison cyclonique (décembre à avril) avec deux mois relativement secs de septembre à novembre. Les alizés soufflent presque toute l’année.

### Relief
Le relief est caractérisé par un massif montagneux bas. Avec 569 m, le pic du Verezanantsoro est le point culminant. Son relief est contrasté avec quelques plaines littorales surtout dans la partie nord. Les pentes sont également variables. Les plus fortes, pouvant dépasser 60 %, forment des remparts autour des zones protégées. Sur l’ensemble de la réserve, les pentes modérées occupent une proportion 23 % de la surface et les pentes les plus marquées totalisent 64 % de la superficie. Le massif de Mananara-Nord est un des derniers vestiges forestiers de l’Est de Madagascar.

## Population
La Réserve de Biosphère de Mananara-Nord compte environ 54 000 habitants (excluant les habitants de la ville de Mananara-Nord) pour une densité́ moyenne de 42 hab/km2. La population locale est représentée à 80 % par l’ethnie de Betsimisaraka. Les habitants vivent essentiellement de l’agriculture; dont le riz en est la principale production. Il existe aussi quelques cultures, impulsées lors de la colonisation, telles que  la vanille, le girofle et le café (Huttel, 2002). La jeunesse de la population est frappante : 46 % de la population avait moins de 15 ans et plus des trois quarts des habitants ont moins de 30 ans. Ce qui explique l'exode rural très marqué chez les jeunes qui quittent leurs villages pour poursuivre leurs études ou pour trouver du travail.

### Activités humaines

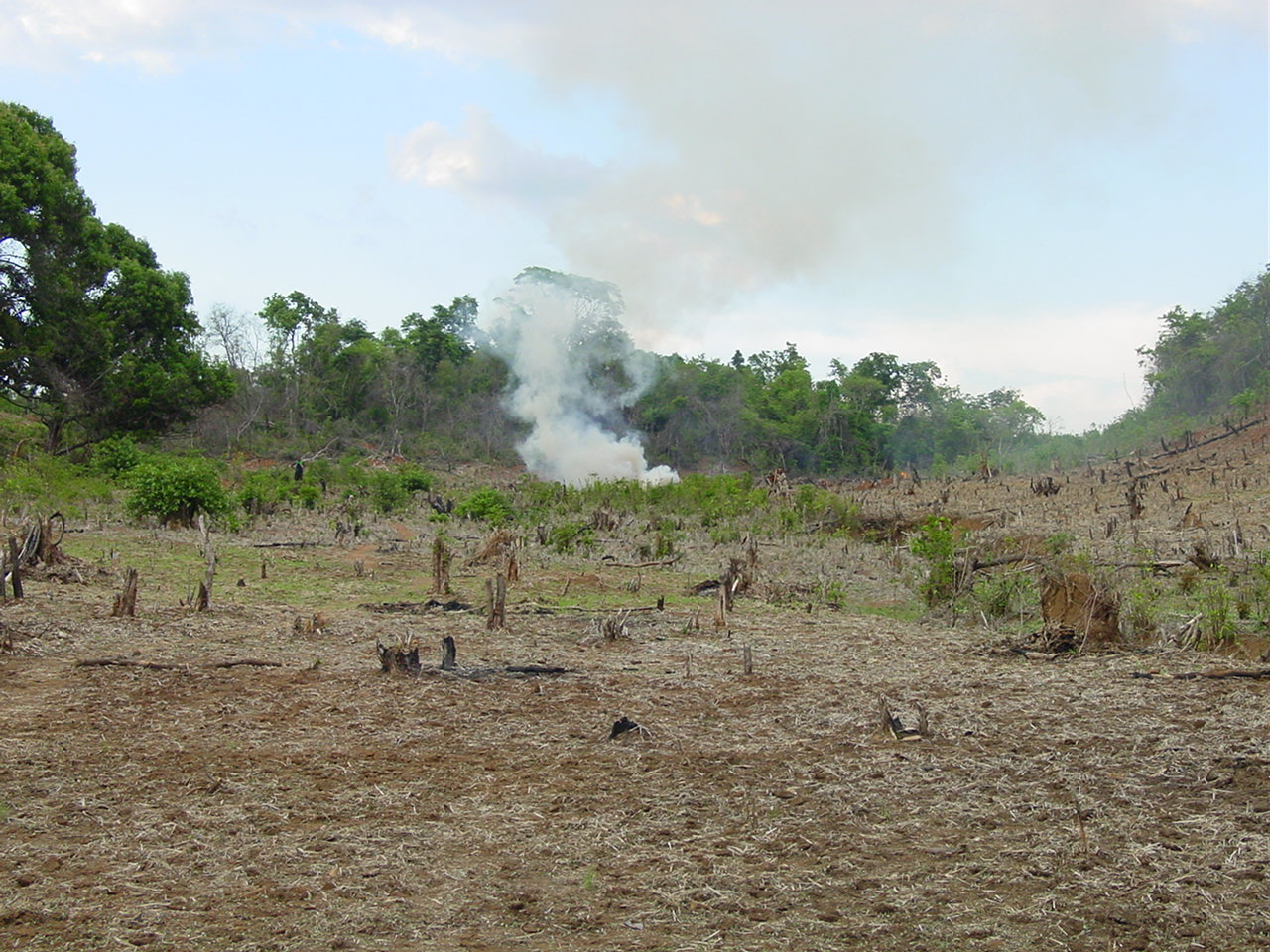
culture sur brûlis

Dans la réserve de Mananara, la pêche traditionnelle est fortement pratiquée. Cette activité a un impact majeur sur les lagons coralliens, notamment la destruction des coraux à cause du prélèvement et du piétinement. On pratique aussi la coupe des palétuviers dans les mangroves et la culture itinérante sur brûlis forestiers « tavy ».

## Milieu naturel
Les parcs marin et terrestre de la Réserve, offrent un éventail de biodiversité. Actuellement Madagascar est classé parmi les 10 premiers sites mondiaux en termes de richesse de la biodiversité.

### Faune

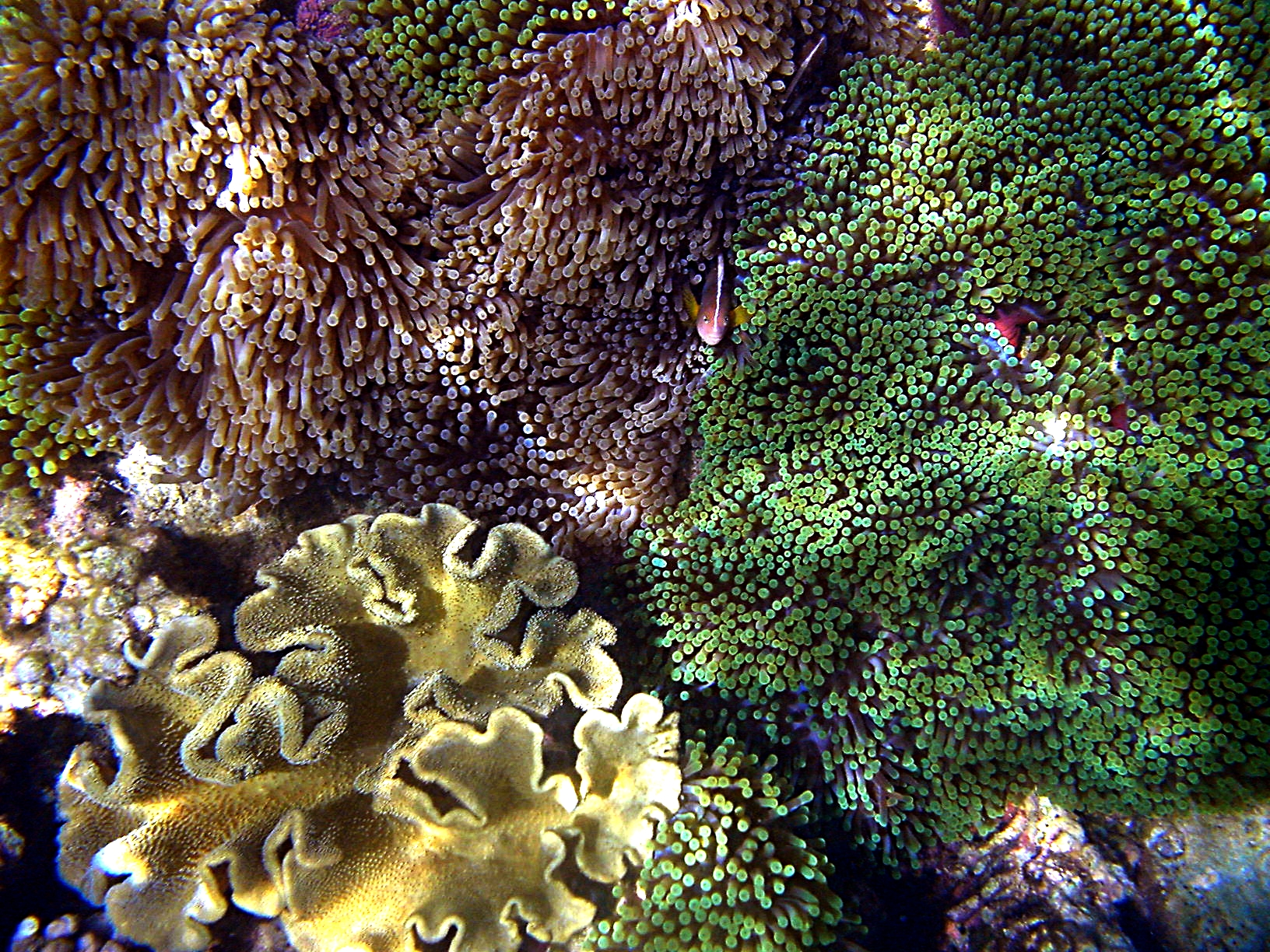
Biodiversité marine

Au niveau du parc terrestre, on a recensé 77 espèces d’oiseaux, 13 espèces de lémuriens, 17 espèces de rongeurs, 7 espèces de poissons d’eau douce et 1 200 espèces de plantes vasculaires. L’aire protégée de Mananara-Nord enregistre le plus grand nombre d’espèces de micro mammifères de l’Est.
Au niveau du parc marin, on retrouve 132 espèces de coraux, 64 espèces de mollusques, 16 espèces d’arthropodes, 34 espèces d’echinodermes, 179 espèces de poissons, 2 espèces de tortues et 2 espèces de mammifères
La faune locale est principalement représentée par la présence de lémuriens, dont le fameux Aye-aye, endémique de la région, qu’on pensait disparu. Sur les 136 espèces de la faune, on évalue à 94 % le taux d’endémisme

#### Les principales espèces fauniques endémiques
Indri indri ou Babakoto. 
- l’Ampongy ou Avahi laniger
- le propithecus diadema ou Sifaka

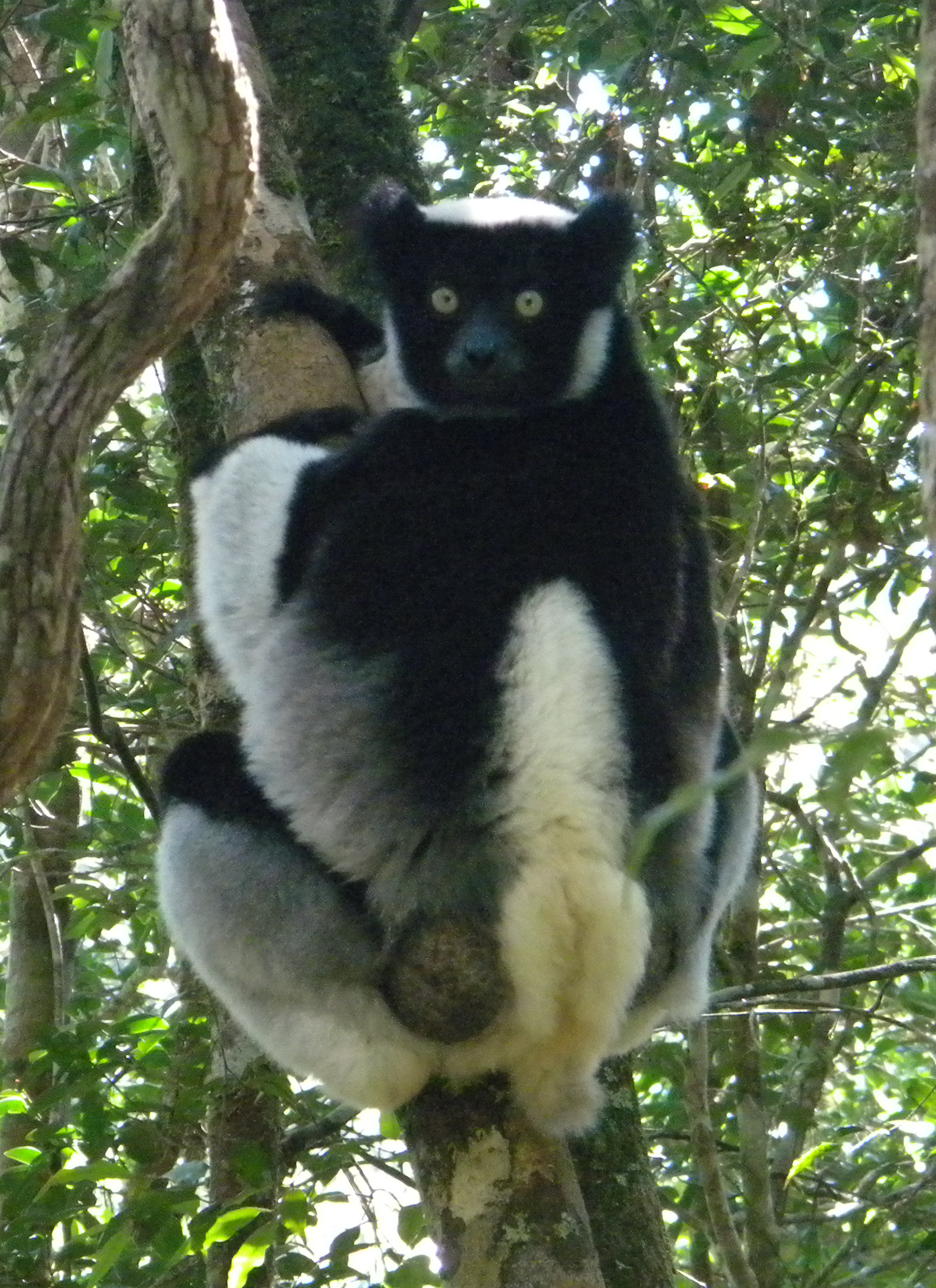
Indri, le plus grand des lémuriens

- le Daubentaunia madagascariensis ou Aye-aye Aye-aye, emblème de la réserve de Mananara-Nord

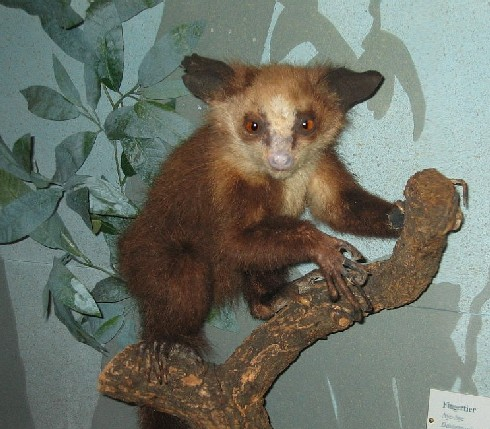
Aye-aye, emblème de la réserve de Mananara-Nord

- le Vanga mena, ou Calicalicus madagascariensis
- le Falco newtoni ou Hitsikitsika
- le Coracopsis nigra ou Boeza fihitra
- le Hemiramphus far ou Antserabandana
- le Kyphosus cinerascens ou Torovoko
- le Leiognathus equulus ou Salelo
- le Tsidy ou Microcebus rufus
- l’Euryceros prevostii ou Siketribe
- le Mantella pulchra

### Flore
Le Parc National de Mananara Nord compte 764 espèces de forêt primaire et 436 espèces de forêt modifiée, soit plus de 1 200 espèces de plantes vasculaires. Mananara foisonne de palmiers, ils font d’ailleurs la particularité de la réserve. On en trouve en mer jusqu’au pic de Verezanantsoro. On recense actuellement 47 espèces dont 3 palmiers endémiques. La flore du parc marin comprend 114 espèces sur 3 habitats différents. L’herbier marin, compte 32 espèces d’algues et 9 espèces de phanérogames  et la mangrove abrite 7 espèces de palétuviers sur les 9 rencontrés à Madagascar. L’écosystème côtier compte quant à lui 7 espèces de palétuviers et 98 espèces de plantes

#### Principales espèces florales endémiques
Le Ravenala madagascariensis  

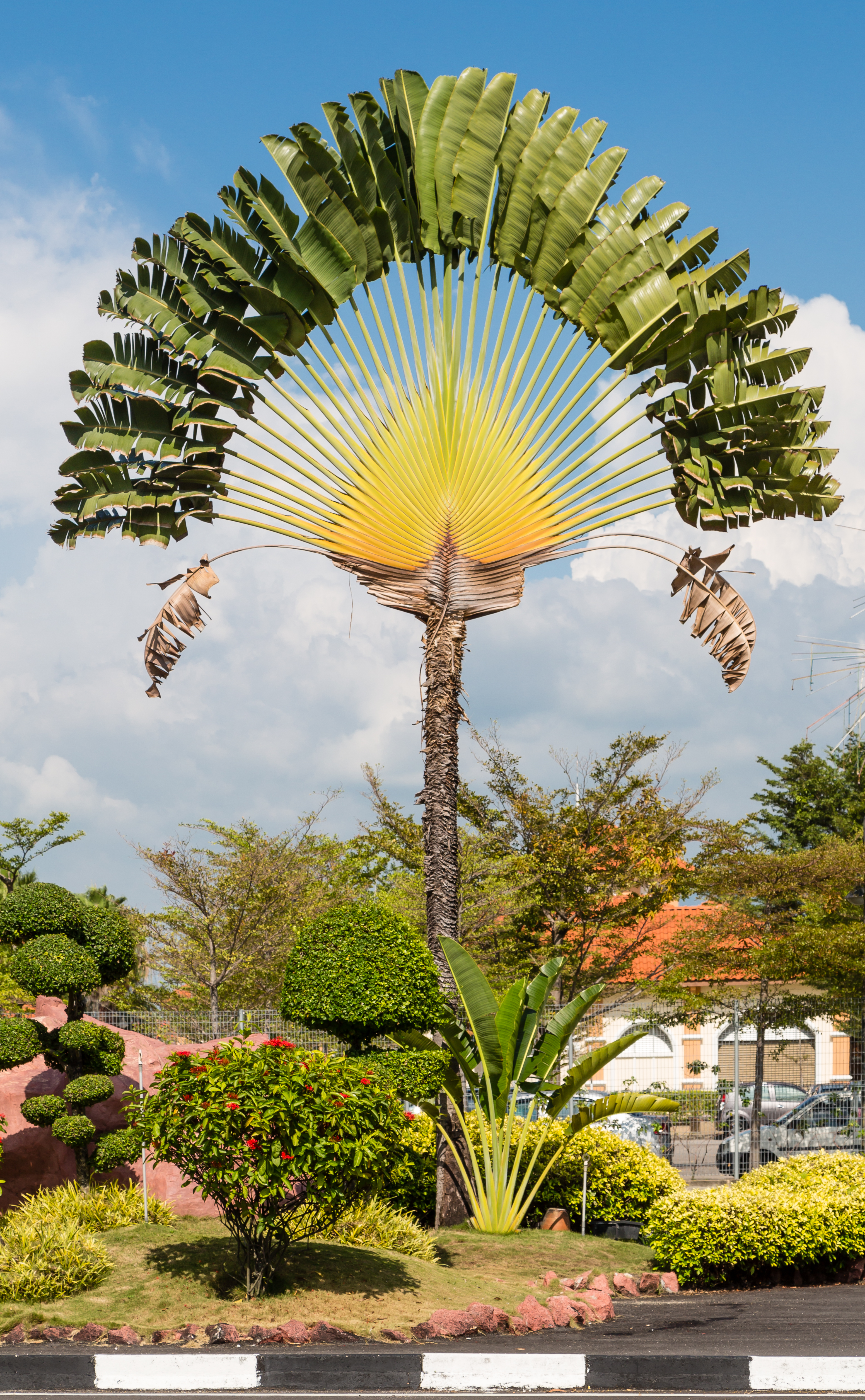
Arbre du voyageur (Ravenala)

- le Lavanioala ou Galeola humblotii
- le Vontro rano ou Dypsis antanambensis
- le Dypsis ramentacea
- le Satranala decussilvae ou Satranala
- le Dypsis anovensis

## Tourisme
Les îles de Nosy Antafana constitue le principal produit écotouristique du parc de Mananara, avec notamment la présence d’une colonie de chauve-souris, les plages, les récifs coralliens, les mangroves, les formations rocheuses et le site sacré sur l’île de Nosy Rangontsy.
Dans le parc marin, les deux îles de Nosy Antafana et Nosy Rangontsy bénéficient de sentiers touristiques aménagés avec un gîte et des abritentes. Mais les touristes font surtout des visites journalières sans rester pour la nuit.
La gestion touristique demeure le principal défi pour le parc. Le nombre de touristes (une centaine par année) ne justifie pas des installations et des services touristiques permanents. Il s’agit alors d’augmenter significativement le nombre de touristes, tout en s’assurant de ne pas augmenter les pressions sur le milieu. Plusieurs dépliants et documents promotionnels ont été distribués dans la région pour attirer les visiteurs.

## Histoire

### Origine du projet
La région de Mananara-Nord est connue mondialement pour sa richesse, sa biodiversité et son taux d’endémisme. Durant les 50 dernières années ces richesses ont été menacées par la déforestation. En effet, Madagascar a connu depuis 1957 un taux de déforestation de 71 %. La pratique du Tavy et l’exploitation illégales des ressources sylvicoles ont aussi participé à la déforestation (MNP). En 1987, un atelier a été réalisé à Mananara-Nord où se sont retrouvés le Programme des Nations unies pour le développement (PNUD), l’Association Nationale pour la Gestion des Aires Protégées (ANGAP) et le programme sur l’Homme et la Biosphère (MAB) de l’UNESCO. Des activités ont été mises en place afin d’intégrer la conservation de la forêt tropicale au développement durable de la région de Mananara-Nord.

### Mise en œuvre
Instituée par le décret n°89-216 du 25 juillet 1989 avec l’appui du programme sur l'Homme et la Biosphère de l’UNESCO.  l’accent sera mis autant sur la participation des communautés locales que sur les agents responsables de la planification et de la gestion des zones.

### Mission
La réserve abrite une grande richesse de faune et de flore qu’il est nécessaire de préserver. Des actions de conservations spécifiques, appelées « cibles de conservation » sont des éléments clés de l’aire protégée.
Les cibles de conservation sont :
- les forêts denses et humides de basse altitude, qui abrite une richesse en micro-mammifères exceptionnelle.
- îlot forestier de Nosy Antafana, qui est exposé à une épidémie de Rat noir (Rattus rattus).
- les récifs coralliens.

## Administration
La direction comprend 3 niveaux : le niveau administratif et coordinateur, le niveau conceptuel et méthodologique et le niveau opérationnel. Le personnel travaillant dans les niveaux 1 et 2 sont principalement basés au siège social dans la capitale locale Mananara-Nord.

### Moyens humains
1 directeur et 1 conseiller technique,
3 employés administratifs,
13 cadres, responsables de volets, sous-volets ou chefs de secteur,
52 professionnels techniques, maçons, charpentiers, moniteurs agricoles, agents de conservation, etc.
15 employés de service, chauffeurs, gardiens, etc.,  pour un total de 88 personnes
La réserve de la Biosphère est divisée en 5 secteurs géographiques, chacune supervisée par un coordonnateur. Les rangers affectés à chaque coordonnateur traversent leurs secteurs pour plusieurs semaines à la fois, afin d’y mener des activités de surveillance et de sensibilisation. Ils essaient aussi d’atteindre les territoires les plus isolés

### Moyens matériels
La gestion de la réserve a été affectée à la Madagascar National Parks anciennement connue comme l'ANGAP (Association nationale pour la gestion des aires protégées) et a été financé par l'Union européenne jusqu'en 2009. Grâce à ce financement de plus de deux fois la moyenne courante dans les pays en développement, la gestion a été bien équipée avec une flotte de véhicules, des ordinateurs et des équipements de communication. 

## Conservation

### Enjeux
Dans le contexte malgache, il s’agit d’atténuer au maximum les effets des activités anthropiques sur le milieu, tout en assurant un revenu aux communautés. En effet, si les communautés ne retirent aucun bénéfice, ils ne seront pas encouragés préserver les ressources. Un arbre représente une source de revenu et les habitants vont le couper sans scrupules, car il s’agit en priorité de nourrir leur famille (Scott Grenfell, WWF). Les principales pressions sur la biodiversité découlent principalement d’un fort taux de pauvreté. La partie protégée de la réserve subit d’importantes pressions :les défrichements pour le « tavy » (culture itinérante sur brûlis), les coupes illégales et le braconnage. Au niveau du parc marin, la pêche est le principal facteur d’érosion de la biodiversité, avec notamment le piétinement et le prélèvement des coraux.

### Solutions
La réserve de Mananara  combine conservation de la diversité biologique et culturelle et développement économique et social. En effet, les activités humaines sont acceptées dans sa zone tampon si elles utilisent des pratiques écologiquement viables et encourage la participation des communautés locales dans les activités de gestion.
Afin de rendre les actions plus acceptables au sein des communautés, les organismes de gestion ont intégré une convention locale traditionnelle appelée DINA, qui sera par la suite reconnue dans le système légal. Les DINA furent créées durant la période coloniale et se sont renforcées dans le contexte de déforestation. Cet instrument permet de réglementer et de gérer les activités, en intégrant les pratiques locales. Les autorités tentent ainsi de favoriser une gestion durable des ressources naturelles.
En 2002, une association de petits planteurs de girofle et de vanille a vu le jour. Cette initiative se base sur l’agroforesterie et les principes de l’agriculture biologique. 
L’association a ainsi obtenu la certification bio (en 2005) et le label Fairtrade (en 2006), ce qui a contribué à sa renommée et rapidement de nombreux planteurs ont souhaité y adhérer. L’association, par respect de la loi, a dû alors devenir une coopérative et c’est ainsi que la KOMAM (Kooperativa Mpamboly Ambanivolo Manananar) fut créée en 2009. Ils sont, aujourd’hui, plus de 979 membres (dont 20 % de femmes), établis sur une trentaine de villages de la Réserve. La participation collective démontre la grande motivation des membres ; certains parcourent 40 km pour assister aux différentes réunions de la KOMAM
La réserve de Mananara a de ce fait acquis une reconnaissance internationale. Parmi les pays africains, Madagascar fait partie des plus engagés en matière de protection et de conservation de l’environnement. Elle a adhéré à plusieurs conventions internationales et l’environnement fait partie de son plan quinquennal Madagascar Action Plan (MAP)
La mise en place de cette gestion intégrée des aires protégées prouve que le transfert de direction aux autorités locales est le premier outil en matière de gestion des aires protégées. En effet, les nouveaux espaces de conservation doivent être justifiés auprès des populations locales et se doivent d’être cohérentes avec les pratiques et les valeurs des habitants de la réserve. La réserve de la Biosphère de Mananara-Nord est un exemple positif de cette cohérence, où l’implication des communautés ainsi que la prise en compte de leurs représentations sociales n’est plus à démontrer.